# 기기괴계: 수수께끼의 검은 망토
《기기괴계: 수수께끼의 검은 망토》(奇々怪界 謎の黒マント)는 나츠메(현 나츠메 아타리)가 슈퍼 패미컴용으로 개발하고 배급한 1992년 슈팅 게임이다. 타이토의 1986년 아케이드 게임 《기기괴계》의 후속작이다. 서양 지역에선 《포키 & 록키》(Pocky & Rocky)라는 제목으로 출시됐다.
신토를 지키는 무녀 사요와 타누키 마누케가 주인공으로, 최대 2인 협동 플레이를 지원한다.
1994년 나츠메가 제작한 슈퍼 패미컴용 후속작 《기기괴계: 달밤 초자》가 뒤이어 발매됐으며, 2022년에는 본작의 개발진로 구성된 개발사 텐구 프로젝트의 후속작 《기기괴계: 검은 망토의 수수께끼》가 출시됐다.

## 출시
《기기괴계: 수수께끼의 검은 망토》는 개발사 나츠메가 원작 《기기괴계》의 판권을 소유한 타이토과 계약해 제작됐다. 일본 지역에선 1992년, 그 외 서양 지역에선 1993년에 출시됐다. 1997년 6월 6일, 일본에서 사테라뷰 서비스를 통해 《기기괴계: 수수께끼의 검은 망토》가 방송됐다.